# Guillaume Glairon Mondet
Guillaume Glairon Mondet, né le 10 décembre 1986 à Albertville, est un grimpeur français.
Il est actuellement membre du club ES Massy (Essonne), et habite Fontainebleau.

## Biographie
Selon sa propre biographie, il commence à grimper en 1996, et aborde la compétition en 1997. Il fait d'abord de la difficulté en catégorie jeune jusqu'en 2005, pour ensuite évoluer vers le bloc.
En 2011 et 2012, il grimpe au sein du pôle France d’Aix-en-Provence. Depuis 2012 il habite en région parisienne, à Fontainebleau, où il s'entraîne plutôt en extérieur, et réalise quelques 8B+. Il partage sa vie avec Mélanie Sandoz, une autre compétitrice d'escalade. Il fait partie de la team pro de MadRock depuis l'automne 2012. Ses autres sponsors sportifs sont Adidas et Snap

## Palmarès

### Coupe du monde d'escalade de 2009
- 9e du classement général
- 4e du classement Bloc

### Coupe du monde d'escalade de 2010

Guillaume Glairon Mondet en demi-finale à la Coupe du monde d'escalade de bloc à Vienne en Autriche le 29 mai 2010
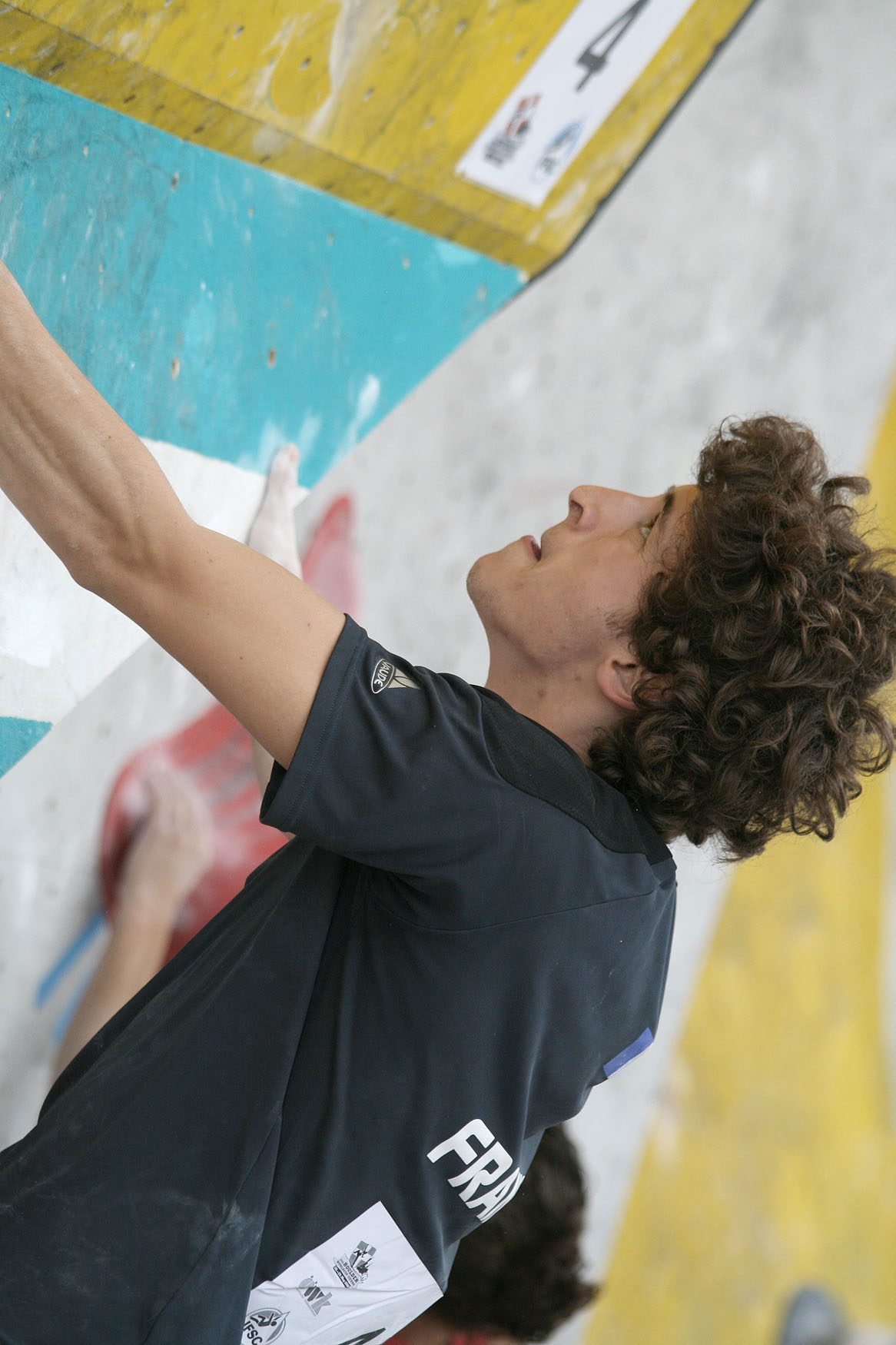
Guillaume Glairon Mondet sur le bloc 4
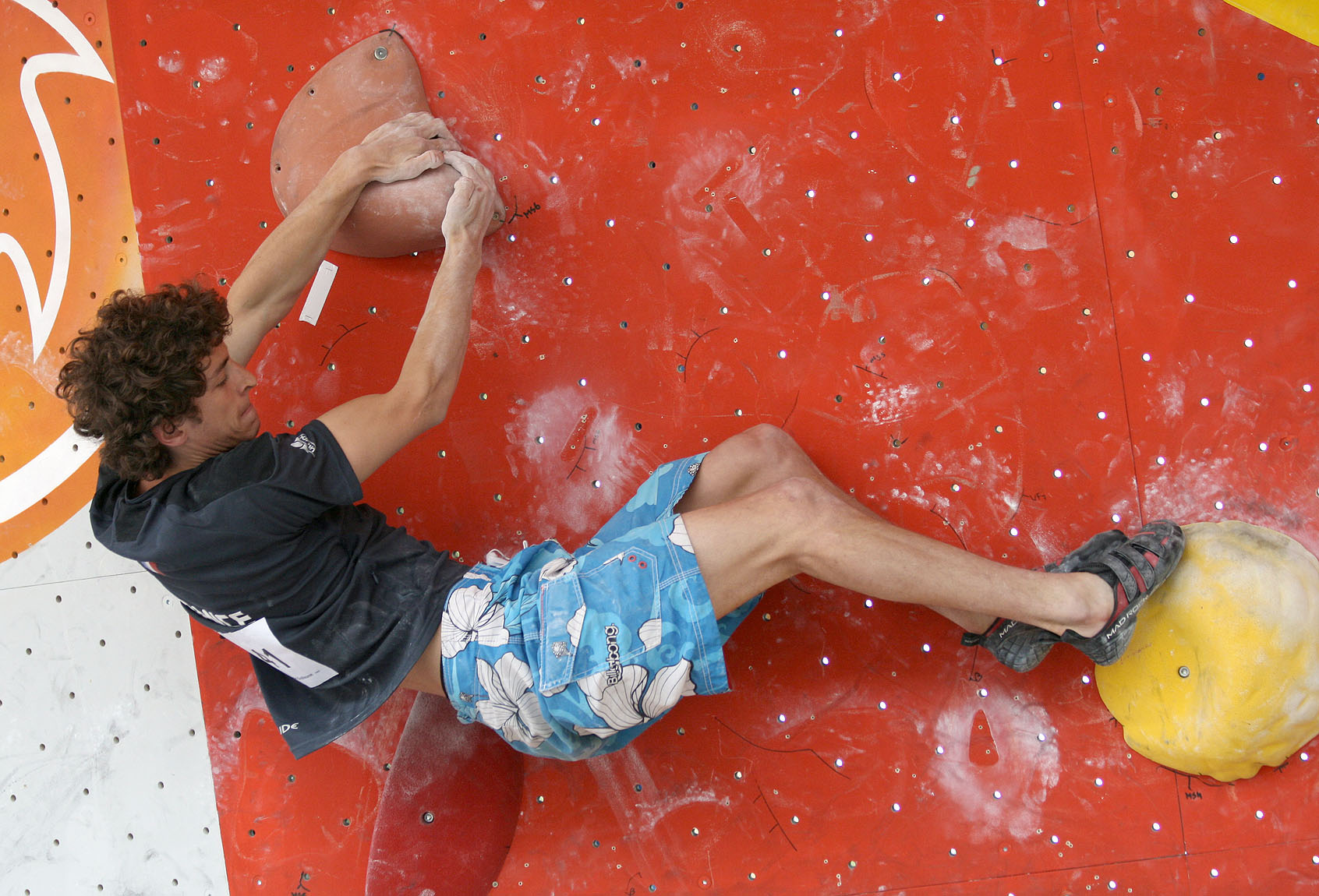
Guillaume Glairon Mondet dans un mouvement

### Coupe du monde d'escalade de 2011
- Médaille de bronze du classement Bloc
  - 1er lors de la seconde étape de la Coupe du Monde de bloc[7], à Log-Dragomer, Slovénie.
  - 5e lors de la 5e étape de bloc[1], à Vail (Colorado) , États-Unis
  - 1er lors de la 7e étape de bloc[1], à Barcelone, Espagne

### Coupe de France d'escalade 2011
- 2e du classement Bloc[8]

### Championnats du monde d'escalade 2012
- Membre de l'équipe masculine bloc[9]

### Championnats de France d'escalade 2012
- Champion de France[10]

### Coupe du monde d'escalade de 2012
- 6e du classement Bloc de la Coupe du monde d'escalade de 2012
  - 2e lors de la première étape en bloc et vitesse[11], à Chongqing, Chine.
  - 4e lors de la 5e étape de bloc[1], à Vail (Colorado) , États-Unis

### Coupe du monde d'escalade de 2014
- 1er lors de la cinquième étape de bloc, à Toronto, Canada
- 3e du classement Bloc de la Coupe du monde d'escalade de 2014.

### Autres championnats
- Champion du monde de difficulté minime en 2000 et 2001[12]
- Champion de France de bloc espoir en 2005[12]
- 7e du classement bloc de la Coupe du monde d'escalade 2010